# Нсане
Нсане (Нсанье) е провинция в крайните южни части на Малави. Площта е 1945 km², а населението (по преброяване от септември 2018 г.) е 299 168 души. Температурите тук понякога достигат 52 градуса по Целзий. Дъжд пада от януари до април, около 850 мм. Икономиката е слабо развита – както в по-голямата част от Малави тук жизненоважно е земеделието. Развива се и туризмът, тъй като през района минават някои важни пътни артерии.

## Население и ритуали
Хората, живеещи тук, са от племето сена или манг'анджа. Главен език е чичева, но се говорят и португалски, английски, чинхманг'анджа и чисена. В южните части на провинцията се провеждат ритуали за дъжд. Според легенди преди хиляди години тук бил убит мъж, а кръвта му се оттекла в реката. Всяка година той идва в тяло на питон и разказва на местните каква ще бъде годината.